# Hvidovre kommun
Hvidovre kommun (danska: Hvidovre Kommune) är en kommun i Region Hovedstaden i östra Danmark. Kommunen ligger på ön Själland och utgör en del av Köpenhamns huvudstadsområde. Centralort är Hvidovre, en del av Köpenhamns tätort. 
Hvidovre kommun gränser till Brøndby kommun i väster, Rødovre kommun i norr samt Köpenhamns kommun i öster.
Kommunen har tidigare varit Danmarks elfte största, men har därefter sjunkit till nummer 36 efter genomförandet av kommunreformen 2007, då många andra kommuner slogs samman och tillsammans bildade större kommuner.

## Socknar
| 1. Hvidovre socken 2. Avedøre socken 3. Risbjergs socken 4. Strandmarks socken |

## Vänorter
- Sollentuna kommun, Sverige